# Alpenostrand
Als Alpenostrand werden die Landschaften in Ostösterreich und Westungarn mit Übergang von den Ostalpen zu den Ebenen des Wiener Beckens im Norden und des Grazer Beckens im Süden bezeichnet.
Der Alpenostrand springt im Bereich des Wechsel, der Buckligen Welt, dem Rosaliengebirge, dem Ödenburger Gebirge (Soproni-hegység) sowie dem Leithagebirge in den Osten bis Ungarn vor und bildet den Übergang in die Pannonische Tiefebene. Dabei bilden letztere geologisch schon den Übergang zum Karpatenbogen. Richtung Süden setzt er sich im Günser Bergland (Kőszegi-hegység) fort.
Im Norden hat der Alpenostrand im Donauknie bei Klosterneuburg, der Wiener Pforte, einen scharfen Übergang zum Alpennordrand, hier leitet gegenüber die Weinviertler Klippenzone (Waschbergzone) in den Karpatenraum. Die nach Süden folgenden Hügelzüge, wie Südburgenländische Schwelle, Őrség oder Goričko, die das randalpine Grazer Becken gegen die Pannonischen Ebenen abschließen, leiten in den Südostrand der Alpen zum Balkanraum über. Diese Hügel zählen geologisch noch zu den Alpen und stellen bis heute tektonisch aktiv absinkende Randmassive der Alpen dar.
Zur Hauptmasse der Alpen am Ostrand gehören der Wienerwald im Norden und das Semmeringgebiet, im weiteren Sinne die Wiener Hausberge, das sind die letzten hohen Kalkstöcke der Alpen, und die Steirischen Randgebirge mit Poßruck und Bacher-Gebirge ganz im Süden. Die davorliegenden subalpinen Becken werden (zusammen mit dem südlichen Weinviertel) als Vorland im Osten und Südosten bezeichnet. Landschaftlich beherrschend liegt hier der Neusiedlersee.

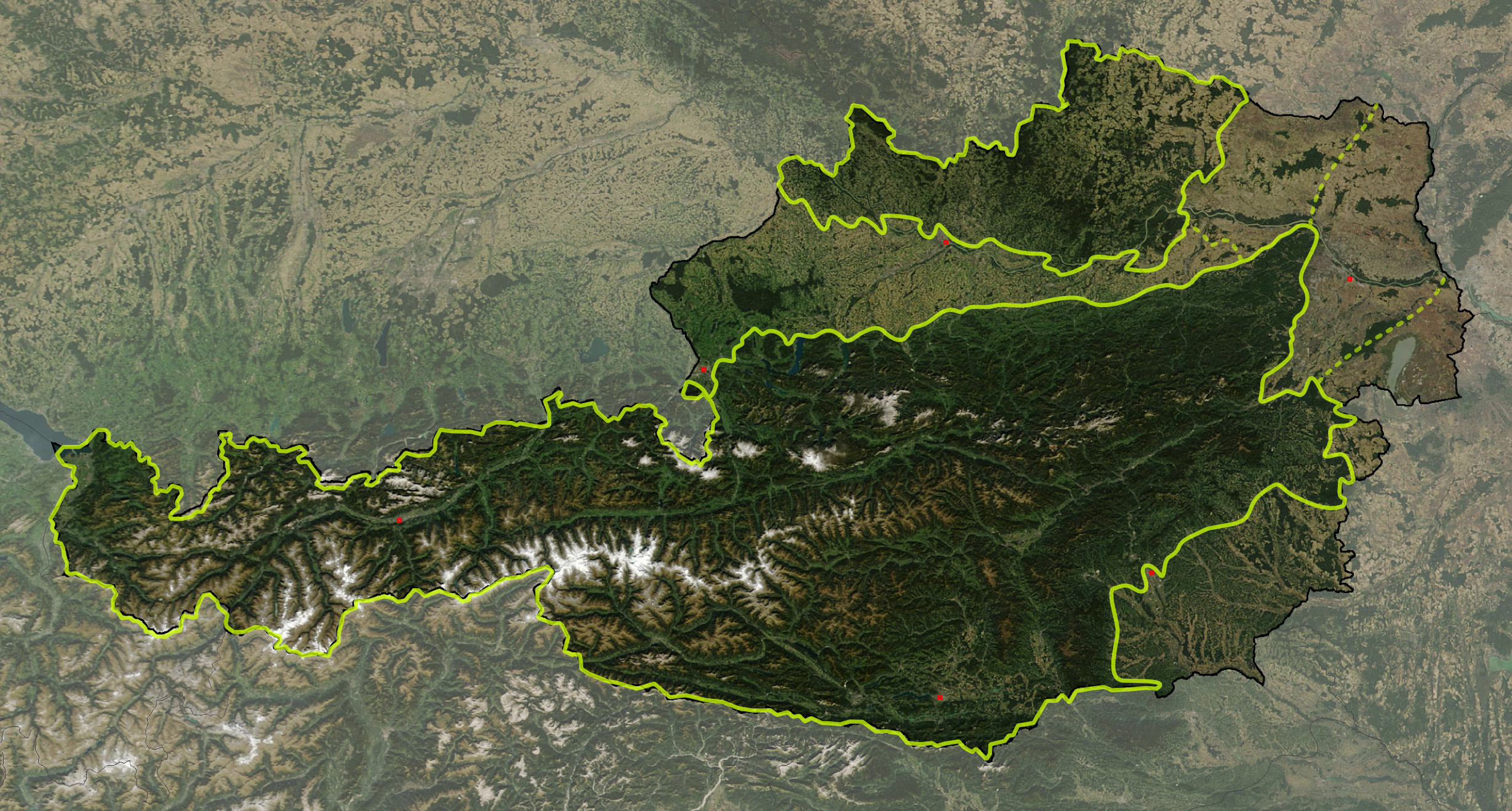
Großlandschaften Österreichs, mit den östlichen und südöstlichen Vorländern am Alpenrand
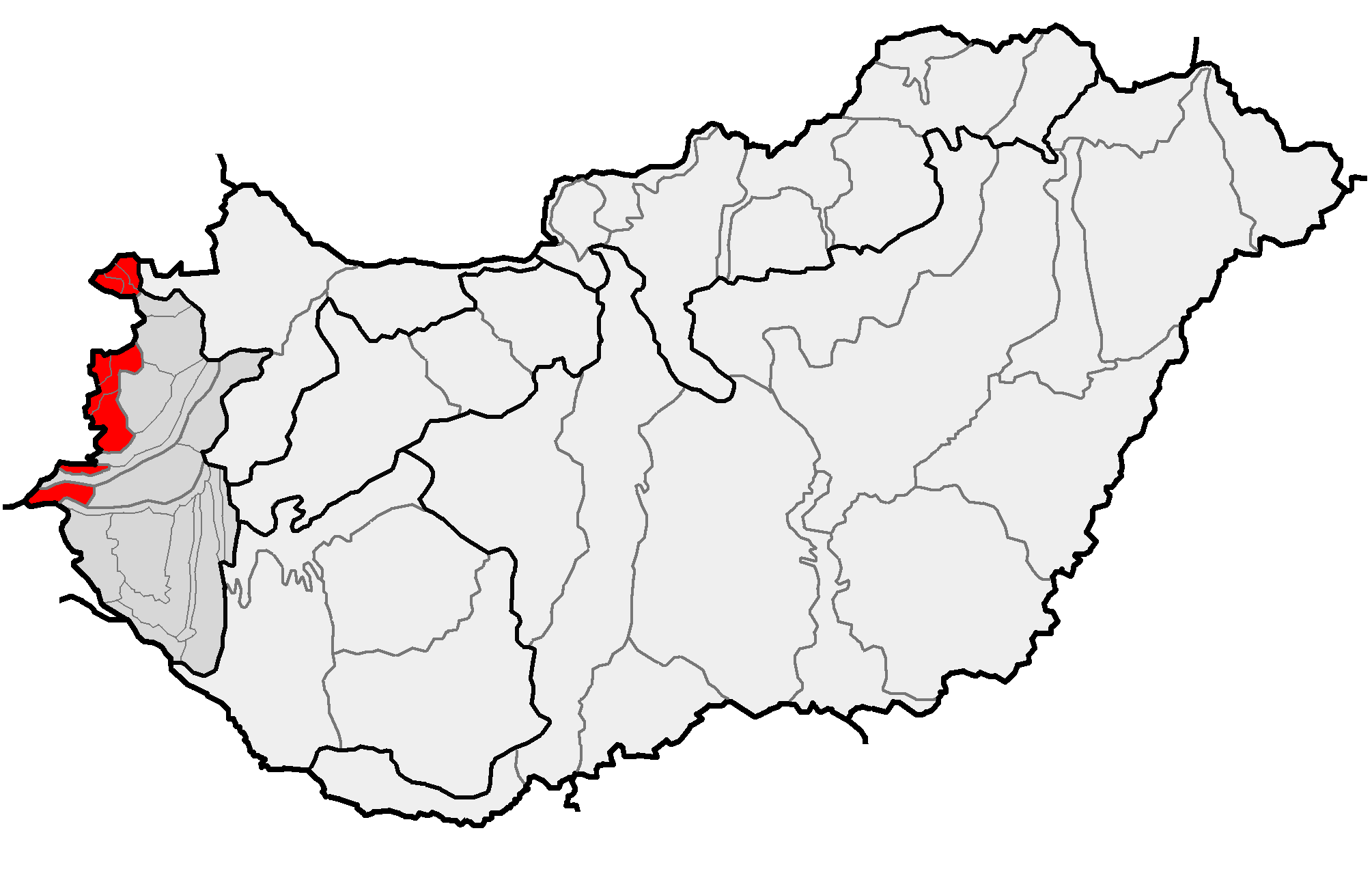
Alpenostrand in Ungarn (Mesoregion 3.1 Alpokalja)

Koordinaten: 47° 15′ 0″ N, 16° 25′ 0″ O